# Simon Rattle
Simon Rattle, OM, CBE (Sir Simon Denis Rattle; Liverpool, 1955. január 19. – ) brit karmester.

## Élete, munkássága
Simon Rattle Liverpoolban született zenész családban. Gyermekkorában zongorázni, hegedülni és ütőhangszereken tanult játszani. Tízéves volt, amikor ütőhangszeresként csatlakozott a Liverpooli Filharmonikus Ifjúsági Zenekarhoz (akkori nevén Merseyside Ifjúsági Zenekar), és velük lépett fel. Már tizenévesen elkezdett vezényelni, és 15 éves korában saját zenekart alapított Liverpool Simfonia néven. A Királyi Zeneakadémián tanult, és 19 évesen végzett 1974-ben. Ugyanebben az évben első díjat nyert a John Player Nemzetközi Karmesterversenyen, és a Bournemouth-i Szimfonikus Zenekar másodkarmestere lett.
1977-től a Liverpooli Királyi Filharmonikus Zenekar karmester-asszisztense volt. Itt lépett fel első önálló produkciójával: Leoš Janáček A ravasz rókácska című operáját vezényelte az 1977-es Glyndebourne-i Fesztiválon. 1980-ban, 25 évesen a Birmingham City Szimfonikus Zenekar vezető karmestere és művészeti tanácsadója lett (1990-től zeneigazgató). Az itt töltött 18 év alatt jelentősen növelte, világhírre emelte a zenekar színvonalát, európai, amerikai, távol-keleti turnékra vitte őket, és hosszútávú felvételi szerződést kötött az EMI kiadóval. Tevékenységét 1987-ben a Brit Birodalom Rendje kitüntetéssel ismerték el. 1992-től – birminghami állása megtartása mellett – a Felvilágosodás Kora Zenekarának fő vendégkarmestere volt. 1994-ben Erzsébet királynő lovaggá ütötte.
1999. június 23-án a Berlini Filharmonikus Zenekar szavazással Claudio Abbadót követően Simon Rattle-t választotta meg a zenekar művészeti vezetőjévé, mely tevékenysége a 2002-es évadtól kezdődött. Bemutatkozó koncertjén, 2002. szeptember 7-én Thomas Adès Asyla című zenekari művét és Gustav Mahler 5. szimfóniáját vezényelte. Vezetése alatt számos kortárs zeneszerző művét is játszották, sőt jazz-crossover fellépésük is volt. 2002-ben elindította a Berlini Filharmonikusok oktatási programját, a közönség számára heti rendszerességgel ingyenes déli koncerteket szervezett, és más oktatási formákat is kialakított a különböző korosztályú és kulturális háttérrel rendelkező emberek számára. 2009-ben elindult az interneten a Digitális Hangversenyterem című vállalkozás, amelynek keretében a Berlini Filharmonikusok élő közvetítéseit lehetett megtekinteni. Rattle eredeti szerződése 2012-ig tartott volna, de a zenekar ezt meghosszabbította 2018-ig. Ennek megfelelően a Berlini Filharmonikusokat a 2017–2018-as szezon végén elhagyta (a 16 év alatt 1100 közös koncertjük volt), de már 2017-ben a Londoni Szimfonikus Zenekar vezető karmestere lett. Az ezt követő években sem szűnt meg a kapcsolata a német közönséggel, élő projektek kapcsán a Berlini Filharmonikusokkal és a Németországi Nemzeti Ifjúsági Zenekarral – amelynek 2018-ban tiszteletbeli karmesterévé nevezték ki – rendszeresen fellép. Felesége, a cseh énekesnő, Magdalena Kožená is ott él.
Rattle vendégkarmesterként is számos jelentős zenekart vezényelt a világ minden táján (például Los Angeles Philharmonic, Cleveland Orchestra, Chicago Symphony Orchestra, San Francisco Symphony, Toronto Symphony Orchestra, Boston Symphony Orchestra), a Bécsi Filharmonikusokkal felvette Beethoven teljes szimfónia-ciklusát.
Rattle nagyszámú, több mint száz hangfelvételt készített zenekaraival és szólistákkal. Felvételei közül több különböző elismerésekben részesült. Gershwin Porgy és Bess című operafelvétele 1990-ben elnyerte a Nemzetközi Lemezkritikusok díját, Brahms Német requiem és Stravinsky Zsoltárszimfónia felvétele 2008-ban Grammy-díjat kapott, miként Bach Máté-passiója 2010-ben és Mahler 2. szimfóniája 2011-ben.
Rattle háromszor nősült. Első felesége 1980-tól 1995-ig Elise Ross amerikai szoprán volt, akitől két fia született. Candace Allen bostoni írónővel kötött házassága 1996-tól 2004-ig tartott. Magdalena Kožená cseh mezzoszopránt 2008-ban vette el, akitől két fiú és egy lány gyermeke született.

## Díjai, elismerései
- 1974 – A John Player Nemzetközi Karmesterverseny első díja
- 1987 – A Brit Birodalom Érdemrendje
- 1994 – Knight Bachelor (lovagi cím)
- 1990 – A Nemzetközi Lemezkritikusok díja
- 1997 – A Royal Society of Arts Albert-érme
- 2000 – A Royal Philharmonic Society aranyérme
- 2003 – ECHO Klassik, az év karmestere
- 2004 – Comenius-díj (Németország)
- 2006 – A Royal Society of Arts tiszteletbeli tagja
- 2007 – Goldene Kamera (Németország)
- 2007 – Az UNICEF nemzetközi jószolgálati nagykövete (a Berlini Filharmonikusokkal együtt)
- 2008 – Grammy-díj
- 2009 – A Német Szövetségi Köztársaság érdemrendje
- 2010 – Grammy-díj
- 2010 – A Francia Köztársaság Becsületrendje
- 2011 – A Royal Academy of Music díszdoktora
- 2011 – Grammy-díj
- 2013 – Léonie Sonning Music Prize (Dánia)
- 2013 – ECHO Klassik
- 2014 – Order of Merit (Nagy-Britannia)
- 2018 – Berlin tartomány érdemrendje
- Birmingham, Leeds, Liverpool és Oxford egyetemeinek díszdoktora

## Felvételei
Válogatás az AllMusic és a Discogs nyilvántartásából.

| Megjelenés | Tartalom                                                                                                | Közreműködők | Kiadó                   |
| ---------- | --- | --- | ----------------------- |
| 1977       | Stravinsky: The Rite of Spring                                                                          | National Youth Orchestra of Great Britain | Enigma Records          |
| 1978       | Prokofjev: Piano Concerto No. 1; Ravel: Concerto for the Left Hand                                      | Andrej Gavrilov, London Symphony Orchestra | His Master's Voice      |
| 1979       | Peter Maxwell Davies: Symphony                                                                          | Philharmonia Orchestra | Decca                   |
| 1980       | Mahler: Symphony No. 10                                                                                 | Bournemouth Symphony Orchestra | His Master's Voice      |
| 1981       | Holst: A bolygók (szvit)                                                                                | Philharmonia Orchestra, Ambrosian Singers | His Master's Voice      |
| 1982       | Bartók: 2. hegedűverseny (Bartók)                                                                       | Iona Brown, Philharmonia Zenekar | Argo                    |
| 1983       | Britten: War Requiem                                                                                    | Elisabeth Söderström, Robert Tear, Thomas Allen, CBSO Chorus, Boys of Christ Church Cathedral Oxford, City of Birmingham Symphony Orchestra                                | EMI                     |
| 1984       | Sibelius: Symphony No. 2, Scene with Cranes from „Kuolema”                                              | City Of Birmingham Symphony Orchestra | Angel Records           |
| 1987       | Bartók: Sonata for Two Pianos and Percussion, Concerto for Two Pianos, Percussion and Orchestra         | Katia & Marielle Labèque, Sylvio Gualda & Jean-Pierre Drouet, City of Birmingham Symphony Orchestra                                                                        | EMI,                    |
| 1988       | Stravinsky: Petrushka, Symphony in Three Movements                                                      | City Of Birmingham Symphony Orchestra | EMI                     |
| 1989       | Gershwin: Porgy and Bess                                                                                | Cynthia Clarey, Cynthia Haymon, Willard White, Glyndebourne Chorus, London Philharmonic                                                                                    | EMI                     |
| 1990       | Debussy: Jeux, Images, Musiques pour „Le Roi Lear”                                                      | City of Birmingham Symphony Orchestra | EMI                     |
| 1991       | Schönberg: Pierrot Lunaire; Webern: Concerto, Op. 24                                                    | Nash Ensemble | Chandos                 |
| 1992       | Mahler: Symphony No. 1                                                                                  | City of Birmingham Symphony Orchestra | EMI                     |
| 1993       | Bartók: Piano Concertos 1-2-3                                                                           | Peter Donohoe, City of Birmingham Symphony Orchestra | EMI                     |
| 1994       | Elgar: Enigma Variations, Falstaff, Grania and Diarmid Incidental Music and Funeral March               | City of Birmingham Symphony Orchestra | EMI                     |
| 1994       | Bartók: Concerto for Orchestra, The Miraculous Mandarin                                                 | City of Birmingham Symphony Orchestra | EMI                     |
| 1995       | Haydn: Symphonien Nr. 22, 86 & 102                                                                      | City of Birmingham Symphony Orchestra | EMI                     |
| 1997       | Mahler: Das Lied von der Erde                                                                           | Thomas Hampson, Peter Seiffert, City of Birmingham Symphony Orchestra | EMI                     |
| 1998       | Walton: Belshazzar's Feast, Symphony No. 1                                                              | Cleveland Orchestra Chorus, City of Birmingham Symphony Orchestra | EMI                     |
| 2000       | Rattle Conducts Britten                                                                                 | Peter Donokoe, Jill Gomez, CBSO Chorus, City of Birmingham Symphony Orchestra                                                                                              | EMI, Warner Classics    |
| 2001       | Brahms: Violin Concert; Beethoven: Symphony No. 5                                                       | Kyung-Wha Chung, Wienna Philharmonic | EMI                     |
| 2003       | Elgar: The Dream of Gerontius                                                                           | Janet Baker, City of Birmingham Symphony Orchestra | EMI                     |
| 2005       | Orff: Carmina Burana                                                                                    | Lawrence Brownlee, Sally Matthews, Berlin Philharmonic Orchestra | EMI, Warner Classics    |
| 2007       | Bruckner: Symphony No. 4                                                                                | Berlin Philharmonic Orchestra | EMI                     |
| 2008       | Muszorgszkij: Bilder einer Ausstellun; Borogyin: Sinfonie Nr. 2; Polowetzer Tänze                       | Berlin Philharmonic Orchestra | EMI                     |
| 2009       | Brahms: The Symphonies                                                                                  | Berlin Philharmonic Orchestra | EMI                     |
| 2010       | Duke Ellington: Mainly Black, Harlem, Sophisticated Lady, etc.                                          | City of Birmingham Symphony Orchestra | EMI                     |
| 2011       | Bartók: Concerto for Orchestra; Viola Concerto; Concerto for Two Pianos, Percussion and Orchestra, etc. | Eugene Ormandy, Katia and Marielle Labèque, Tabea Zimmermann, City of Birmingham Symphony Orchestra, Philadelphia Orchestra, Symphonie Orchester des Bayerischen Rundfunks | EMI, Warner Classic     |
| 2013       | Rachmaninov: The Bells, Symphonic Dances                                                                | Berlin Philharmonic Orchestra | Warner Classics         |
| 2015       | Lutosławski: Piano Concerto, Symphony No. 2                                                             | Krystian Zimerman, Berlin Philharmonic Orchestra | Deutsche Grammophon     |
| 2016       | Beethoven: Symphonien 1–9                                                                               | Berlin Philharmonic Orchestra, Berlin Radio Chorus | Berliner Philharmoniker |
| 2018       | The Asia Tour                                                                                           | Berlin Philharmonic Orchestra | Berliner Philharmoniker |
| 2018       | Bernstein: Wonderful Town                                                                               | Danielle de Niese, Alysha Umphress, London Symphony Orchestra | LSO Live                |
| 2019       | Berlioz: La damnation de Faust                                                                          | Karen Cargill, Bryan Hymel, London Symphony Orchestra | LSO Live                |
| 2020       | Wagner: Die Walküre                                                                                     | Stuart Skelton, Eric Halfvarson, James Rutherford, Eva Maria Westbroek, Elisabeth Kulman, Bavarian Radio Symphony Orchestra                                                | BR Klassik              |
| 2020       | Beethoven: Christ on the Mount of Olives                                                                | London Symphony Orchestra | LSO Live                |

## Fordítás
- Ez a szócikk részben vagy egészben  a   Simon Rattle című angol Wikipédia-szócikk ezen változatának fordításán alapul.  Az eredeti cikk szerkesztőit annak laptörténete sorolja fel. Ez a jelzés csupán a megfogalmazás eredetét és a szerzői jogokat jelzi, nem szolgál a cikkben szereplő információk forrásmegjelöléseként.
- Ez a szócikk részben vagy egészben  a   Simon Rattle című német Wikipédia-szócikk ezen változatának fordításán alapul.  Az eredeti cikk szerkesztőit annak laptörténete sorolja fel. Ez a jelzés csupán a megfogalmazás eredetét és a szerzői jogokat jelzi, nem szolgál a cikkben szereplő információk forrásmegjelöléseként.